# 抑肝散加陳皮半夏

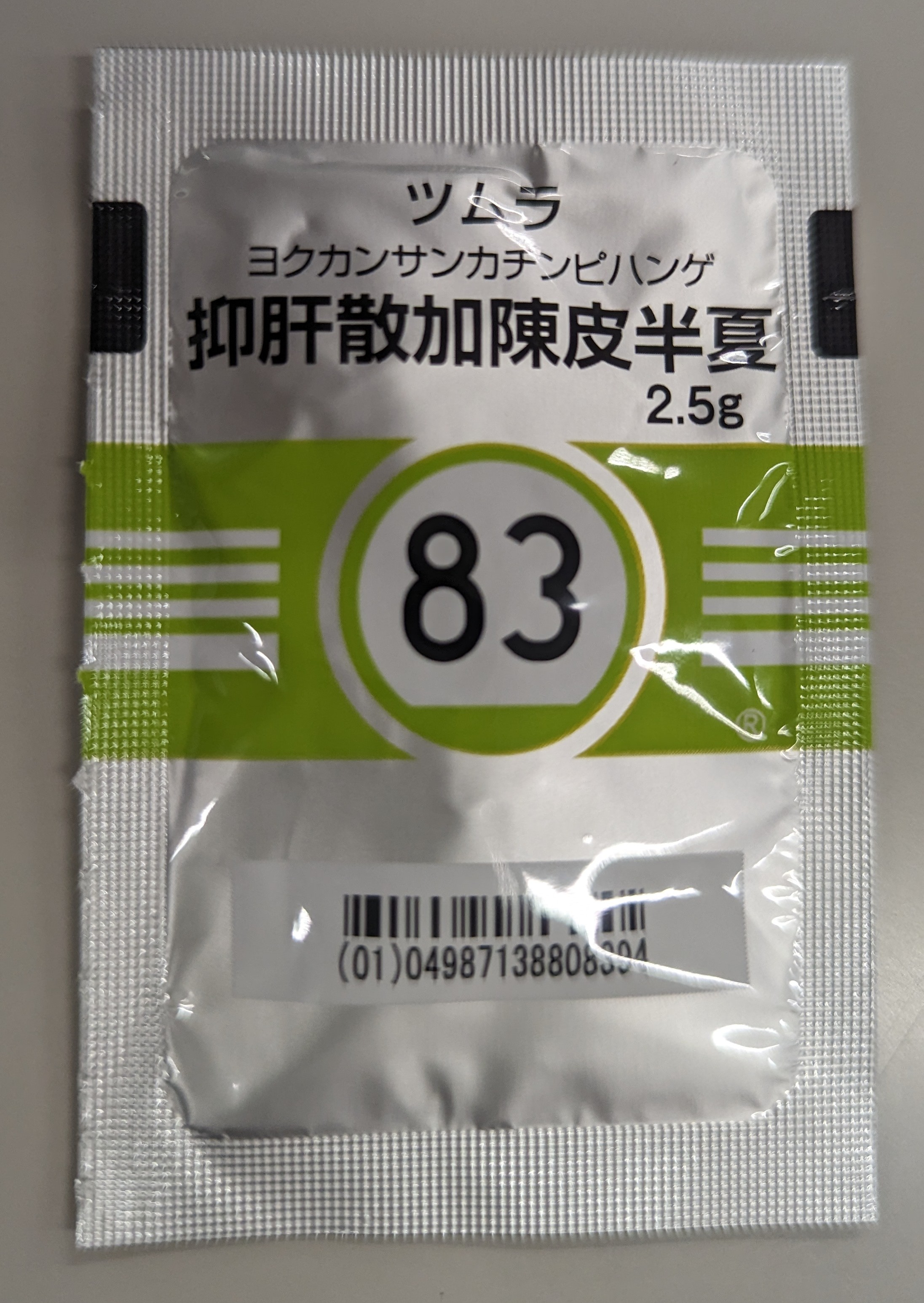
ツムラ抑肝散加陳皮半夏エキス顆粒（医療用）

抑肝散加陳皮半夏(よくかんさんかちんぴはんげ)は、漢方薬の一つ。抑肝散に陳皮と半夏を加えた処方である。

## 構成生薬
- 白朮[1]
- 茯苓
- 川芎
- 釣藤鈎
- 当帰
- 柴胡
- 甘草
- 陳皮
- 半夏

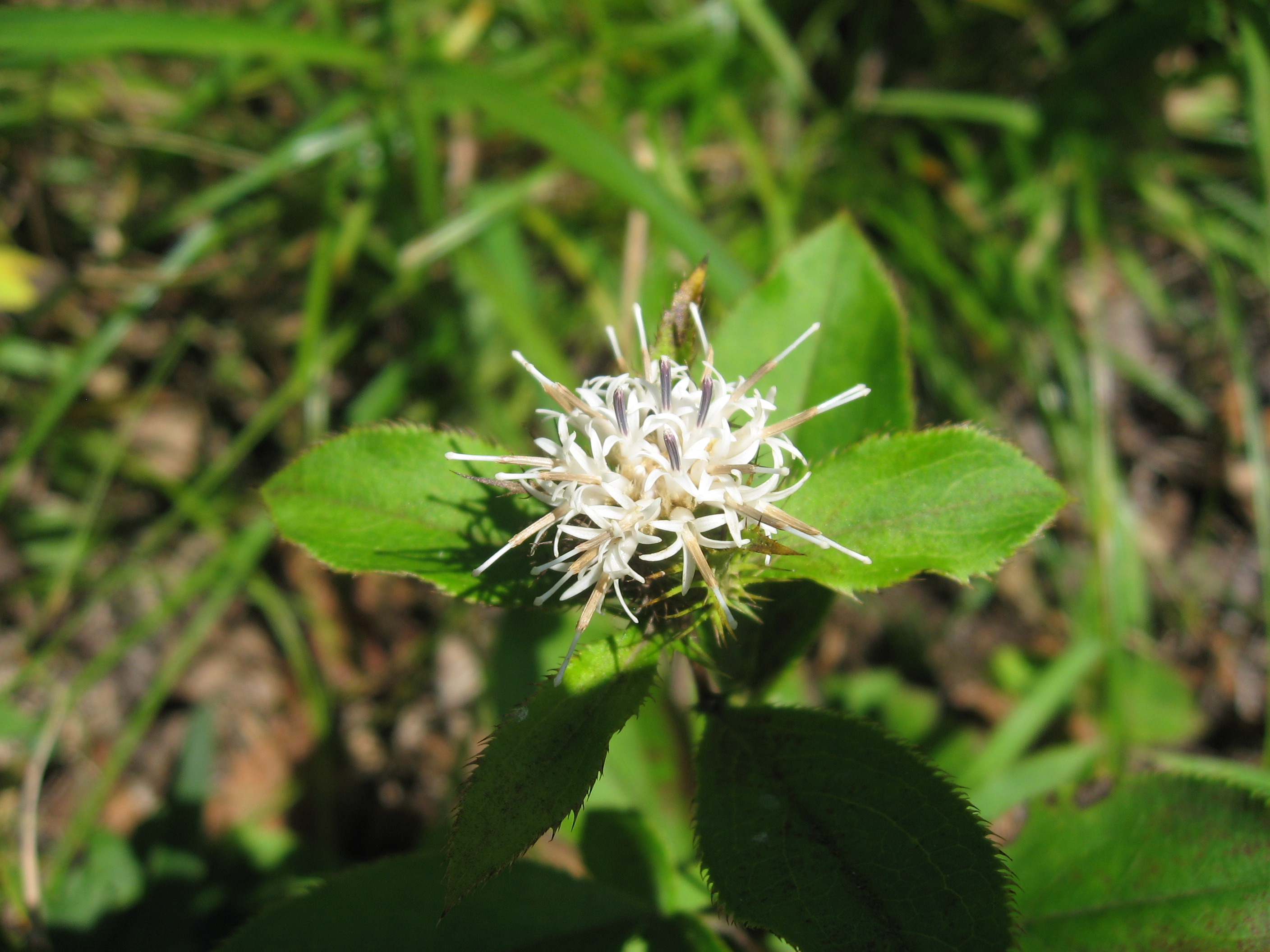
白朮
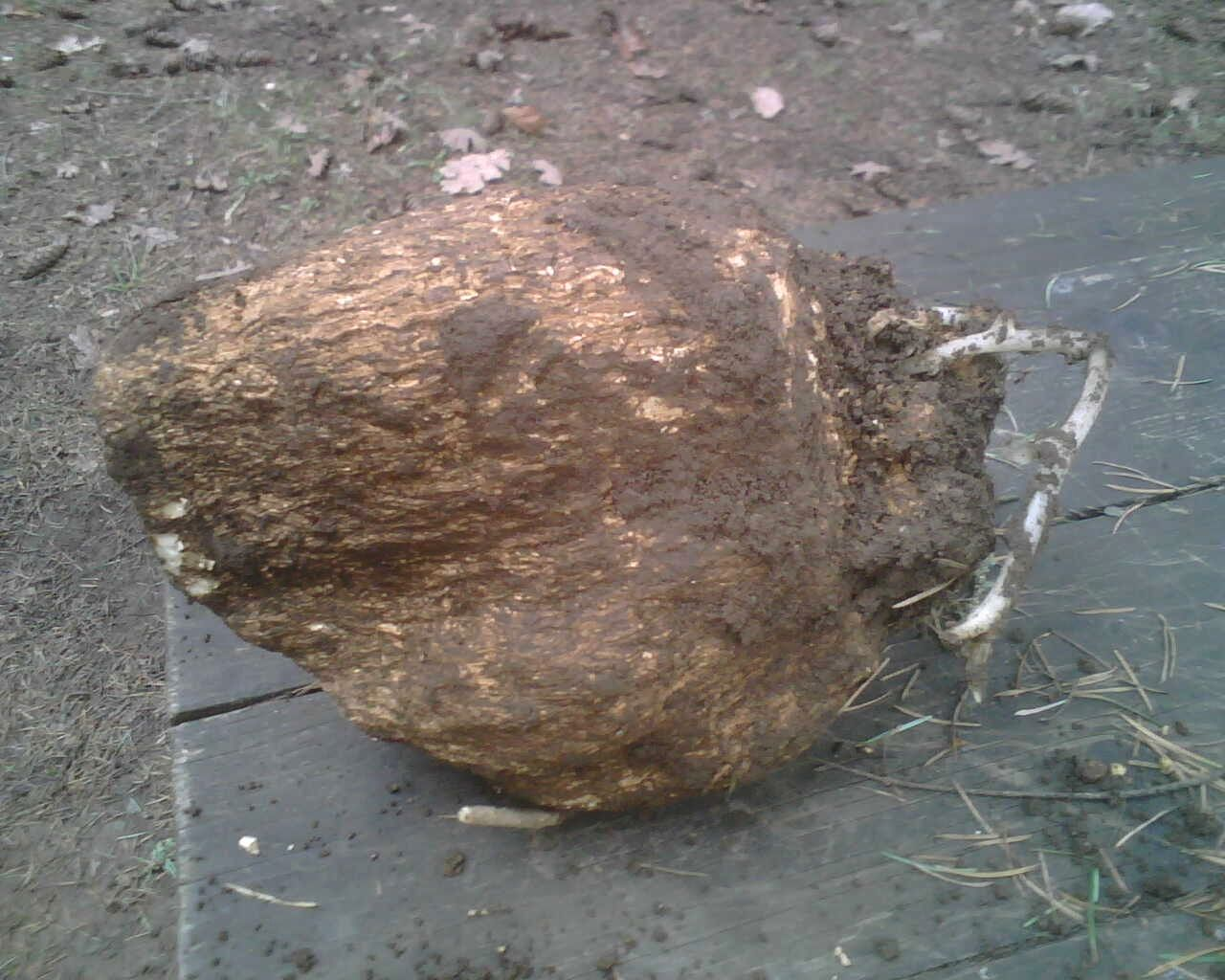
茯苓
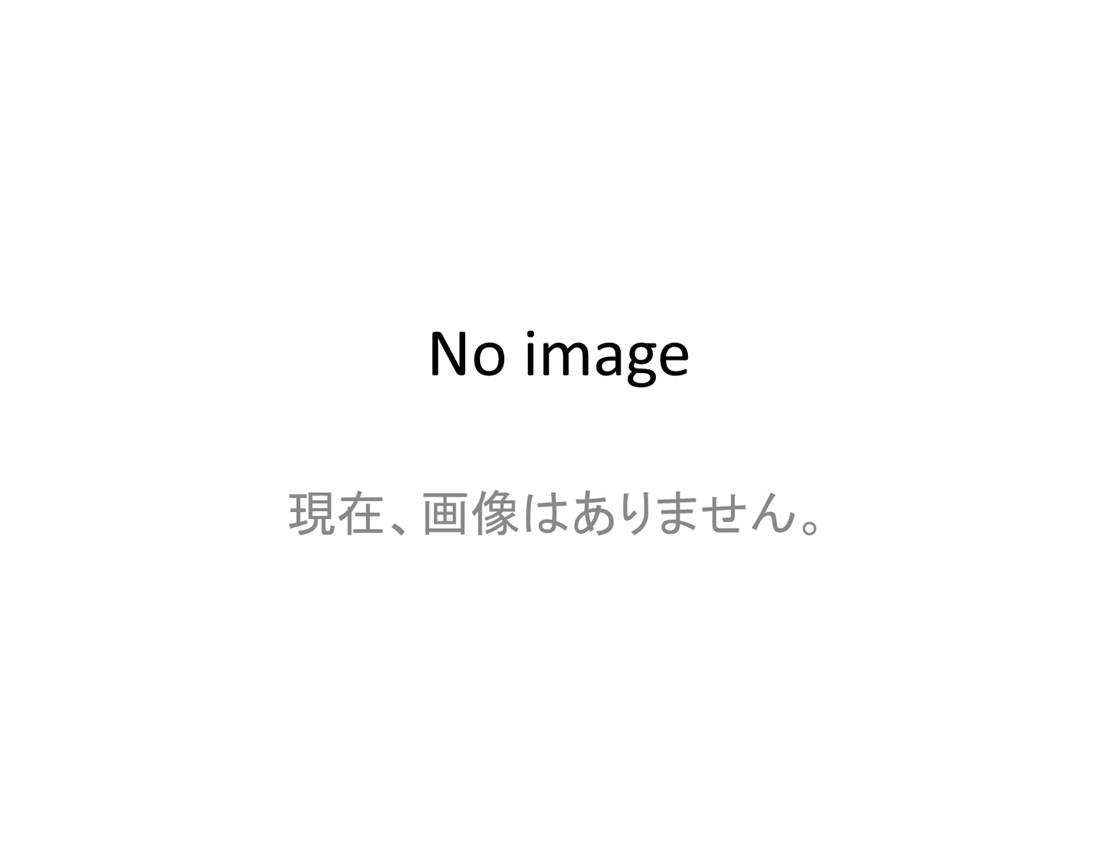
川芎
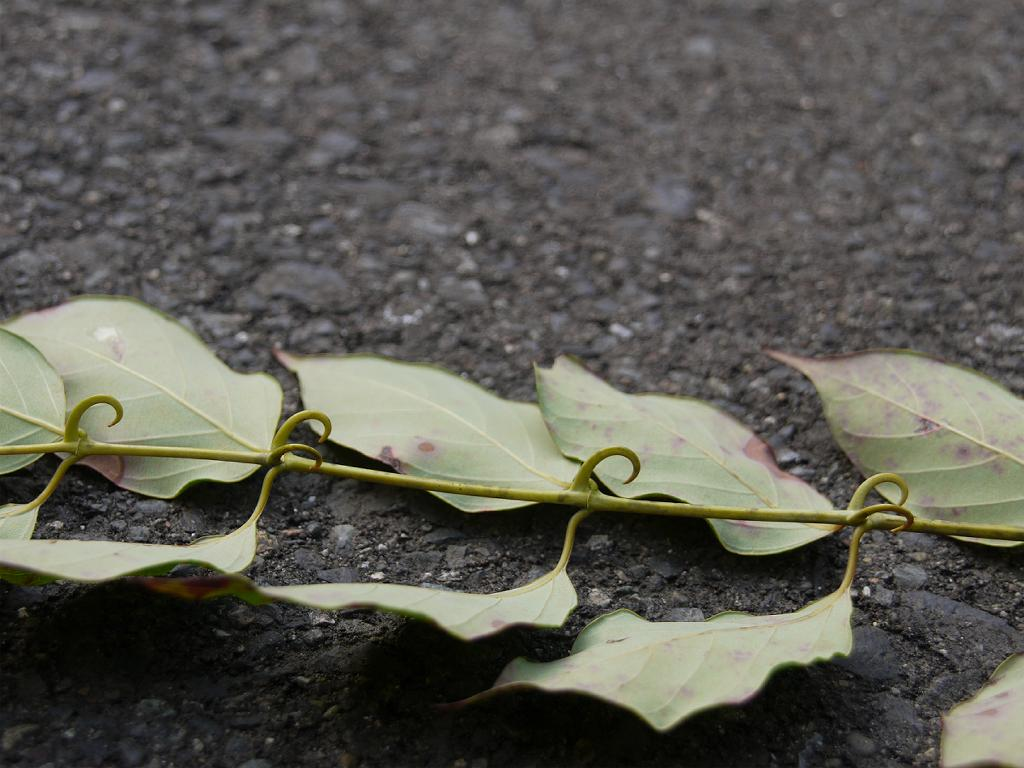
釣藤鈎
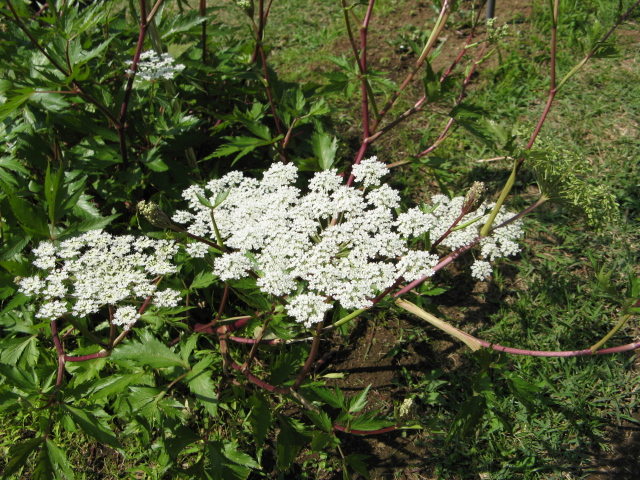
当帰
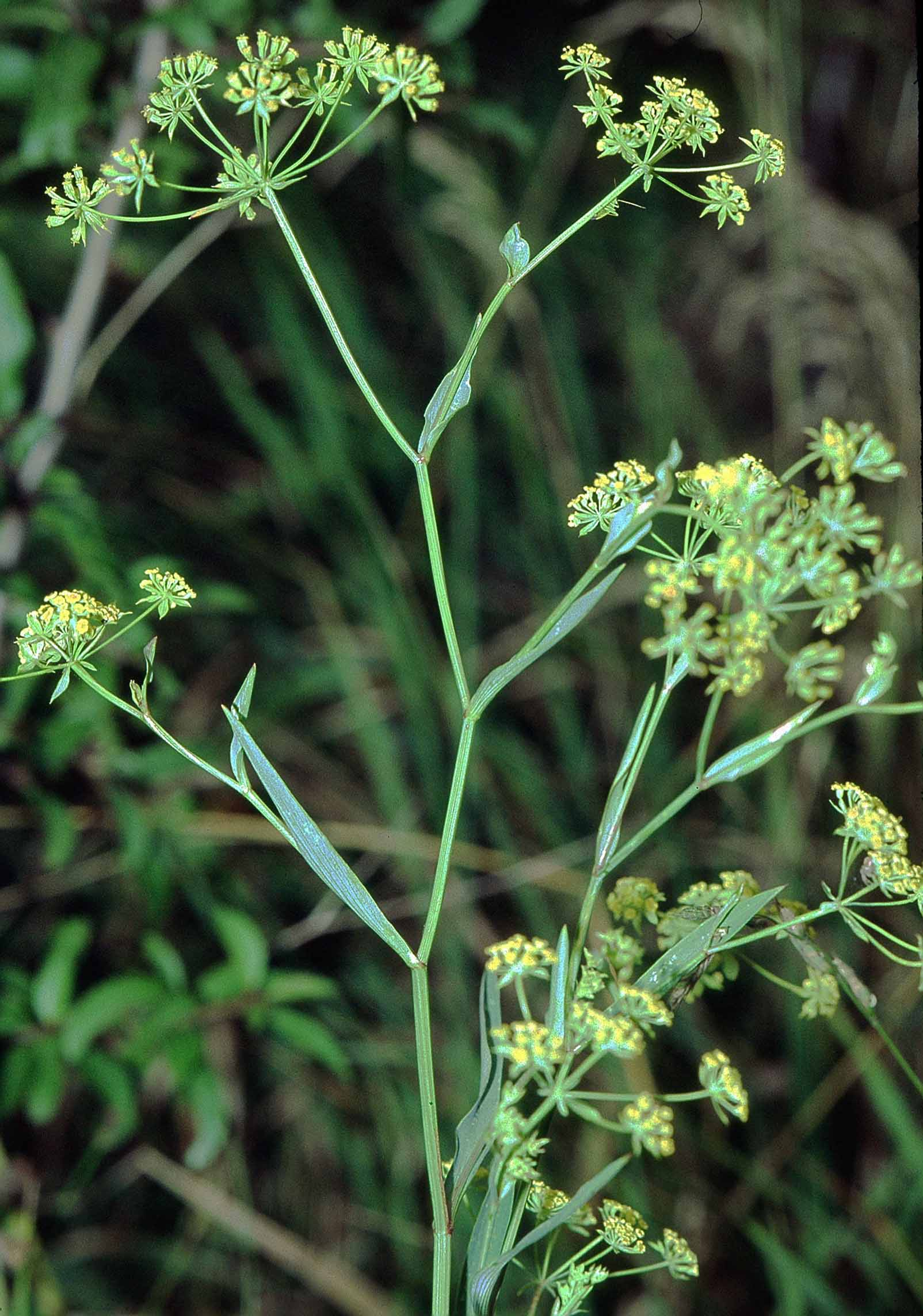
柴胡
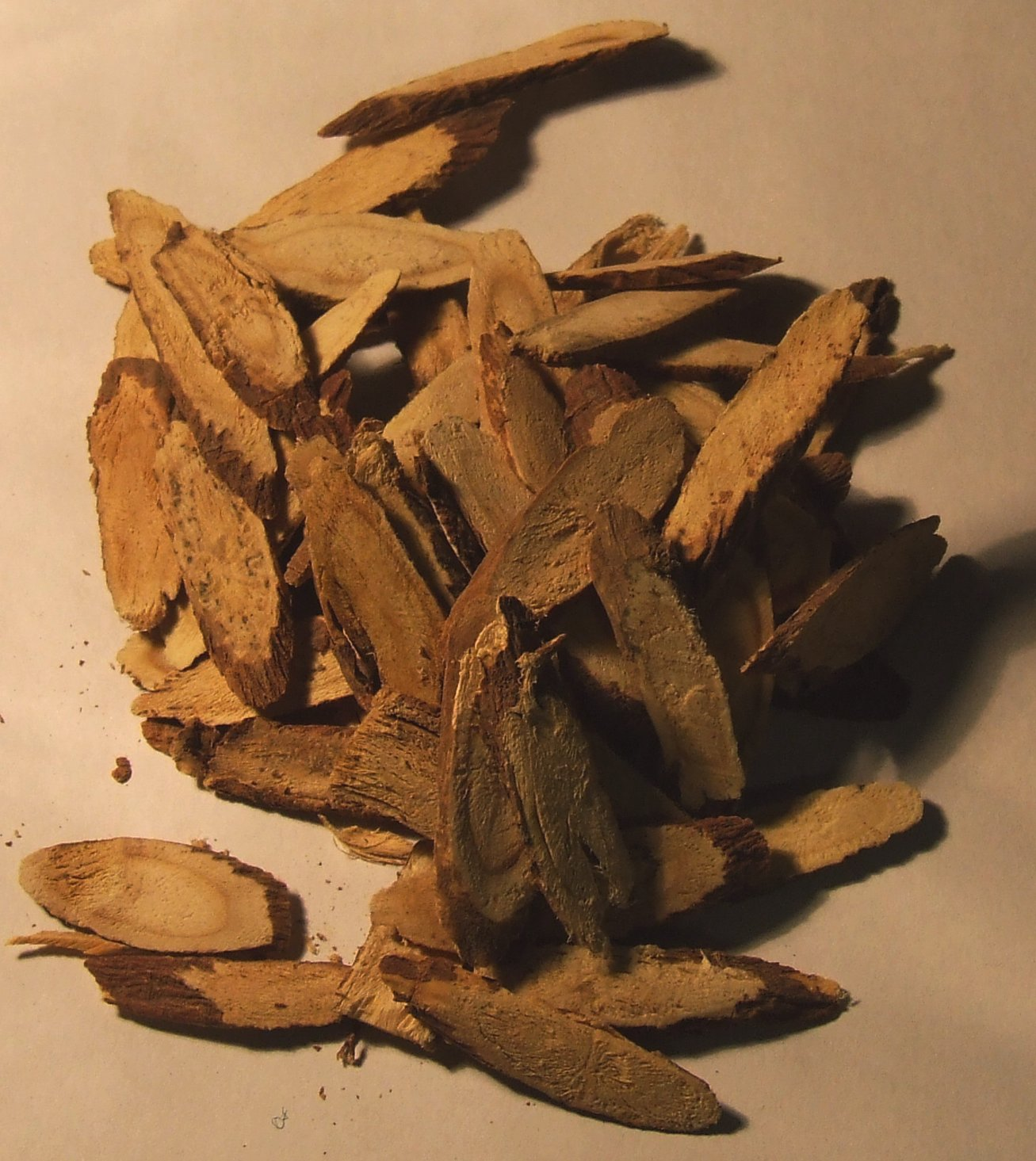
甘草
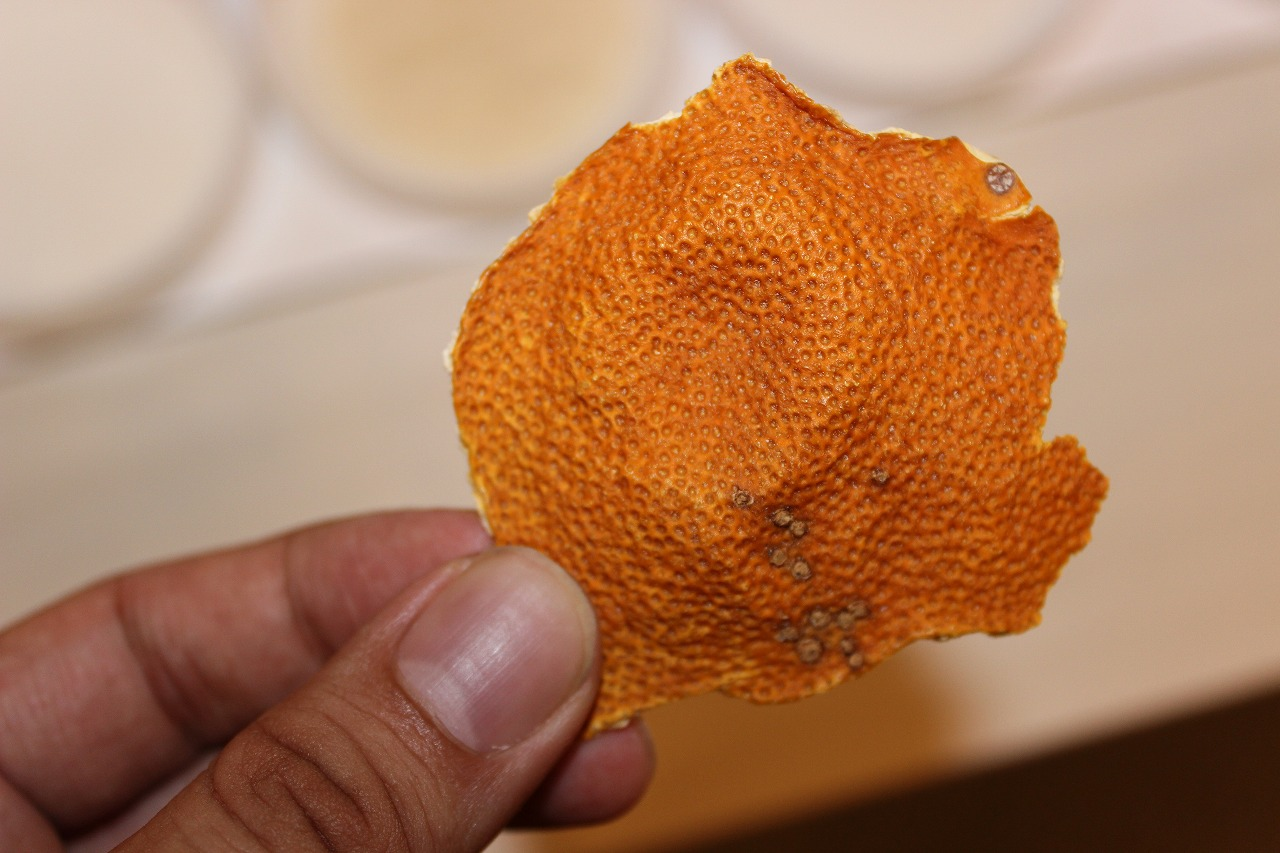
陳皮
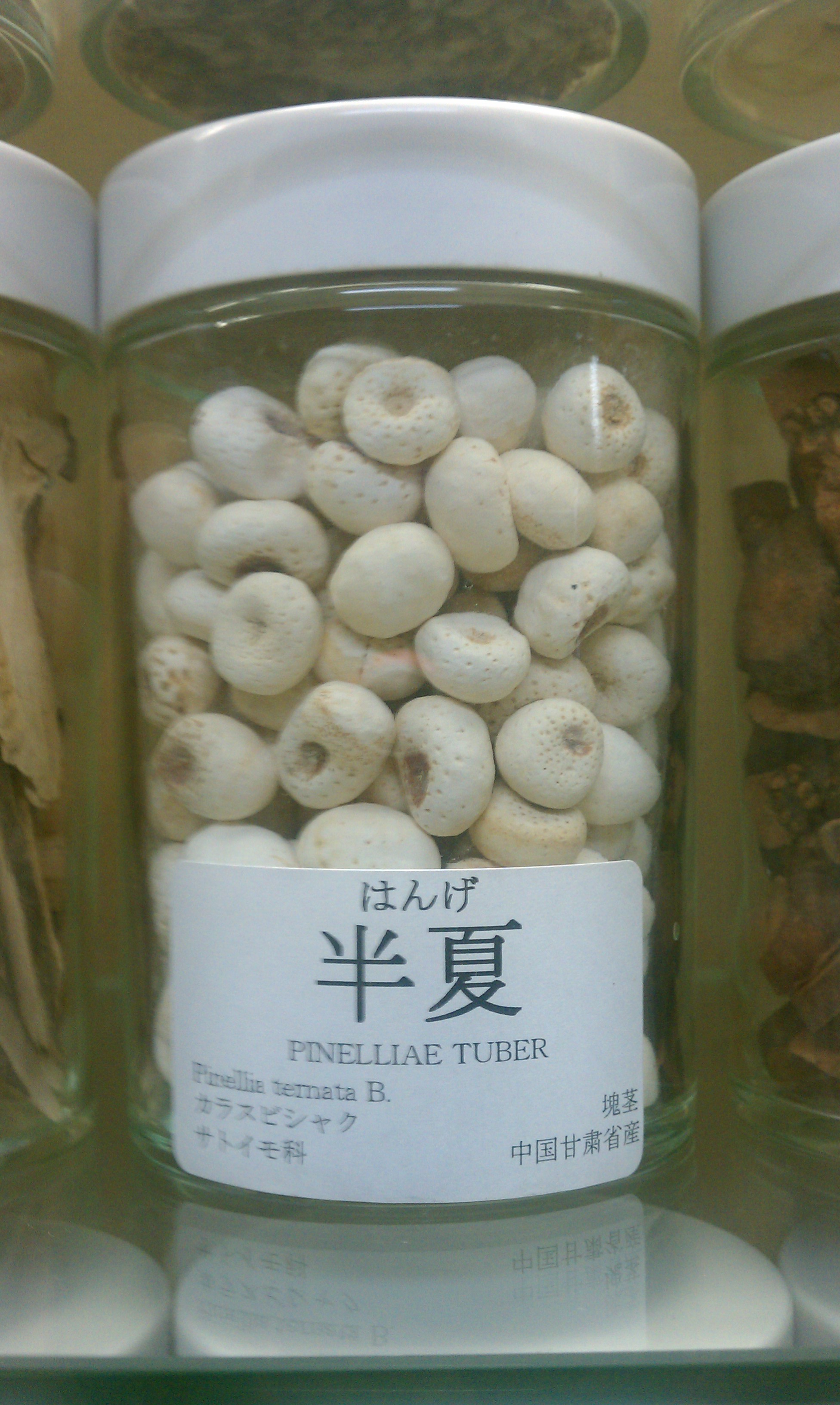
半夏

## 効能
虚弱な体質で神経がたかぶるものの次の諸症。神経症、不眠症、小児夜なき、小児疳症、更年期神経症、高血圧または動脈硬化による神経症状、小児夜啼症。

## 製薬会社
- ツムラ[1]
- クラシエホールディングス[2]
- 小太郎漢方製薬[3]